# Miconia cretacea
Miconia cretacea är en tvåhjärtbladig växtart som beskrevs av Henry Allan Gleason. Miconia cretacea ingår i släktet Miconia och familjen Melastomataceae. Inga underarter finns listade i Catalogue of Life.